# Ptilocolepidae
Ptilocolepidae zijn een familie van schietmotten.